# John Woodruff
John Youie Woodruff (5. července 1915 Connellsville, Pensylvánie – 30. října 2007 Fountain Hills, Arizona) byl americký atlet, běžec na střední tratě, olympijský vítěz v běhu na 800 metrů z roku 1936.
V 21 letech zvítězil v běhu na 800 metrů na olympiádě v Berlíně v roce 1936. Po skončení sportovní kariéry vstoupil do armády, bojoval ve druhé světové válce i v korejské válce. Po odchodu z armády působil jako trenér v New Jersey.